# Valemax
Valemax — флот надвеликих балкерів (VLOC), які належать або зафрахтовані бразильською гірничодобувною компанією Vale SA для перевезення залізної руди з Бразилії до європейських та азійських портів. З вантажопідйомністю від 380 000 до 400 000 тонн дедвейтом судна відповідають стандарту Chinamax суднових вимірювань щодо обмежень на осадку та ширину. Кораблі Valemax є найбільшими балкерами, що будь-коли були побудованими, якщо виміряти тоннаж дедвейту або загальну довжину, і є одними з найдовших суден будь-якого типу, які зараз експлуатуються.
Перше судно Valemax, Vale Brasil, було доставлено у 2011 році. Спочатку передбачалося, що всі 35 кораблів першої серії будуть введені в дію до 2013 року, але останній корабель був зданий лише у вересні 2016 року. Наприкінці 2015 — на початку 2016 року китайські судноплавні компанії замовили ще 30 кораблів із постачанням у 2018–2020 роках. Три додаткових судна були замовлені японською судноплавною компанією, завдяки чому загальна кількість суден Valemax станом на  2020 досягла 68.

## Будівництво
У 2008 році компанія Vale розмістила замовлення на дванадцять 400 000-тонних кораблів Valemax, які будуть побудовані компанією Jiangsu Rongsheng Heavy Industries (RSHI) у Китаї, і замовила ще сім кораблів у південнокорейської компанії Daewoo Shipbuilding & Marine Engineering (DSME) у 2009 році. Крім того, ще шістнадцять кораблів подібного розміру були замовлені на китайських і південнокорейських корабельнях для інших судноплавних компаній і зафрахтовані Vale за довгостроковими контрактами. Перше судно було здано у 2011 році, а останнє - у 2016 році.

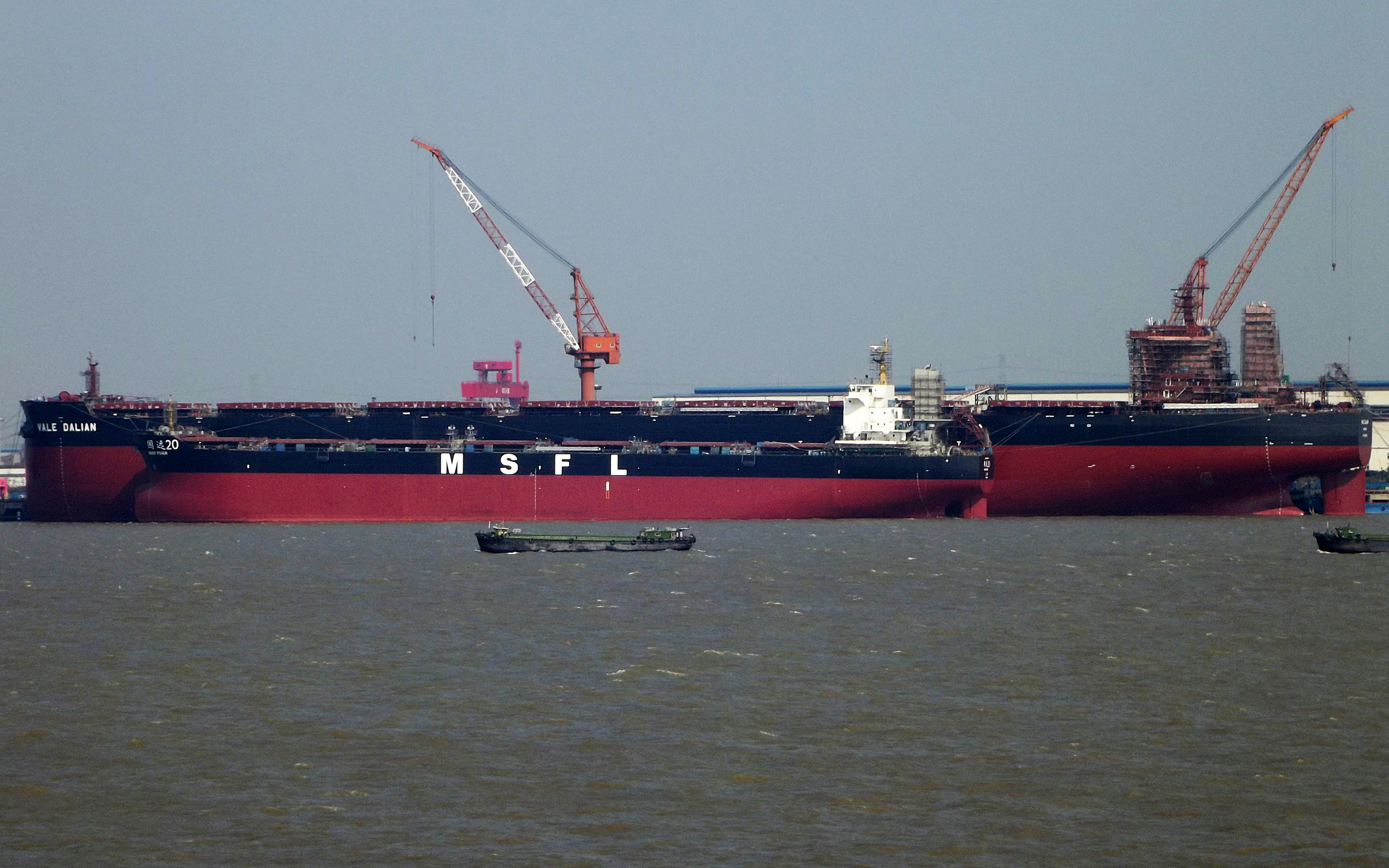
400 000-тонний Vale Dalian, сфотографований разом із 75 750-тонним Guo Yan 20, показує різницю в розмірах між судном Valemax і балкером Panamax. Зверніть увагу на порожні корпуси, що стоять високо у воді.

Перші судна Valemax були замовлені 3 серпня 2008 року, коли Vale підписала контракт з китайською суднобудівною компанією Jiangsu Rongsheng Heavy Industries (RSHI) на будівництво дванадцяти 400 000-тонних балкерів. Повідомляється, що розробка почалася у 2007 році Контракт вартістю 1,6 мільярда доларів став найбільшим у світі суднобудівним контрактом за дедвейтом.

## Кар'єра
24 травня 2011 року компанія Vale Brasil отримала свій перший вантаж у бразильському порту Terminal Marítimo de Ponta da Madeira, 391 000 тонн залізної руди, що прямувала до Даляня в Китаї. Однак у червні, обігнувши мис Доброї Надії, судно повернуло назад у бік Атлантичного океану та було перенаправлено до Таранто, Італія. Були припущення, що Vale Brasil не дозволили увійти до китайського порту повністю завантаженим, але, за словами Vale, пункт призначення було змінено через комерційні, а не політичні причини. Корабель прибув до порту Таранто 14 липня 2011 року, щоб розвантажити свій вантаж. Відтоді повністю завантажені судна Valemax розвантажувалися в різних портах, таких як Далянь у Китаї, Сохар в Омані, Роттердам, Оіта в Японії, Данджін у Південній Кореї та перевантажувальний центр, який компанія Vale побудувала в Субік-Бей на Філіппінах.
31 січня 2012 року Міністерство комерції Китайської Народної Республіки офіційно заборонило суховантажним судам вантажопідйомністю понад 300 000 тонн входити в китайські порти з метою захисту вітчизняної вантажної галузі. До цього лише один із нових дуже великих балкерів, зафрахтованих Vale, Berge Everest, розвантажував бразильську залізну руду в китайському порту – судно прибуло в Далянь 28 грудня 2011 року – але це вважалося бюрократичною випадковістю, оскільки жоден китайський порт не має регуляторного дозволу приймати суховантажні судна такого розміру.

## Дизайн

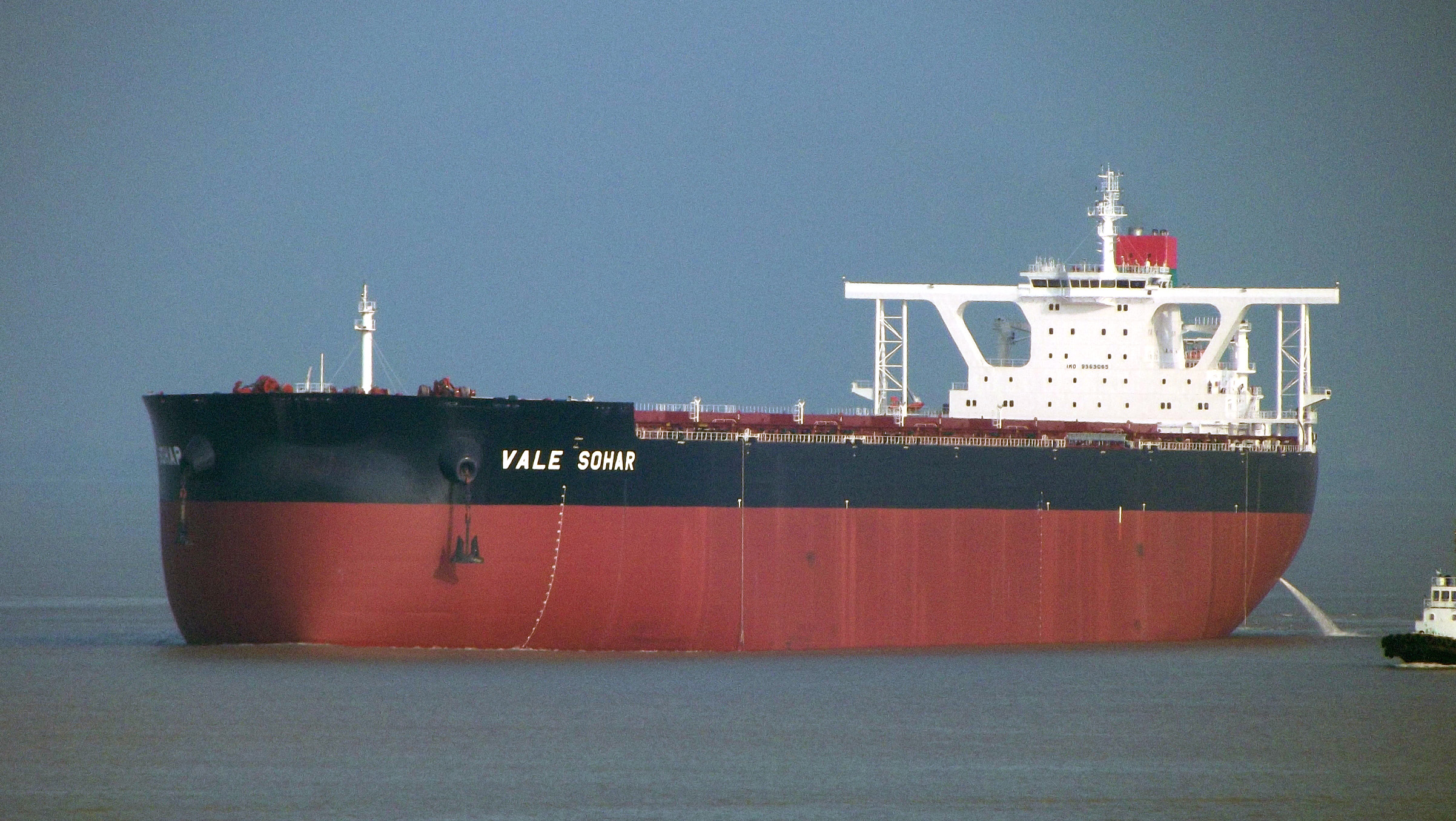
Vale Sohar, побудований компанією Jiangsu Rongsheng Heavy Industries (RSHI), очікує постачання для Oman Shipping Company у Наньтун, Китай, у вересні 2012 року. Зверніть увагу на незначні відмінності від Vale Rio de Janeiro, побудованого в Південній Кореї.

Vale Brasil порівняно з іншими останніми кораблями-рекордсменами.

Попри подібні розміри, між кораблями Valemax, побудованими в Південній Кореї, Китаї та Японії, є деякі відмінності в основних розмірах, вантажопідйомності, механізмах і зовнішньому вигляді. У той час як перша серія з 35 кораблів була більш різноманітною, всі 30 китайських суден Valemax другої серії базуються на тому ж стандартному проекті SDARI 400OC від Шанхайського дослідницького інституту торгових суден (SDARI). Однак три судна японської побудови представляють іншу стандартну конструкцію G400OC.

### Рекорди розмірів
Нові кораблі значно більші за попередній рекордсмен, 364 767-тонний Berge Stahl, який був найбільшим балкером у світі з моменту побудови в 1986 році. При цьому осадка старого судна така ж, як і у суден Valemax — 23 м — нові кораблі на 20 метрів довші і 1,5 м ширші, ніж старе вантажне судно, і може перевозити приблизно на 10% більше вантажу.